# Krimhild Niestädt

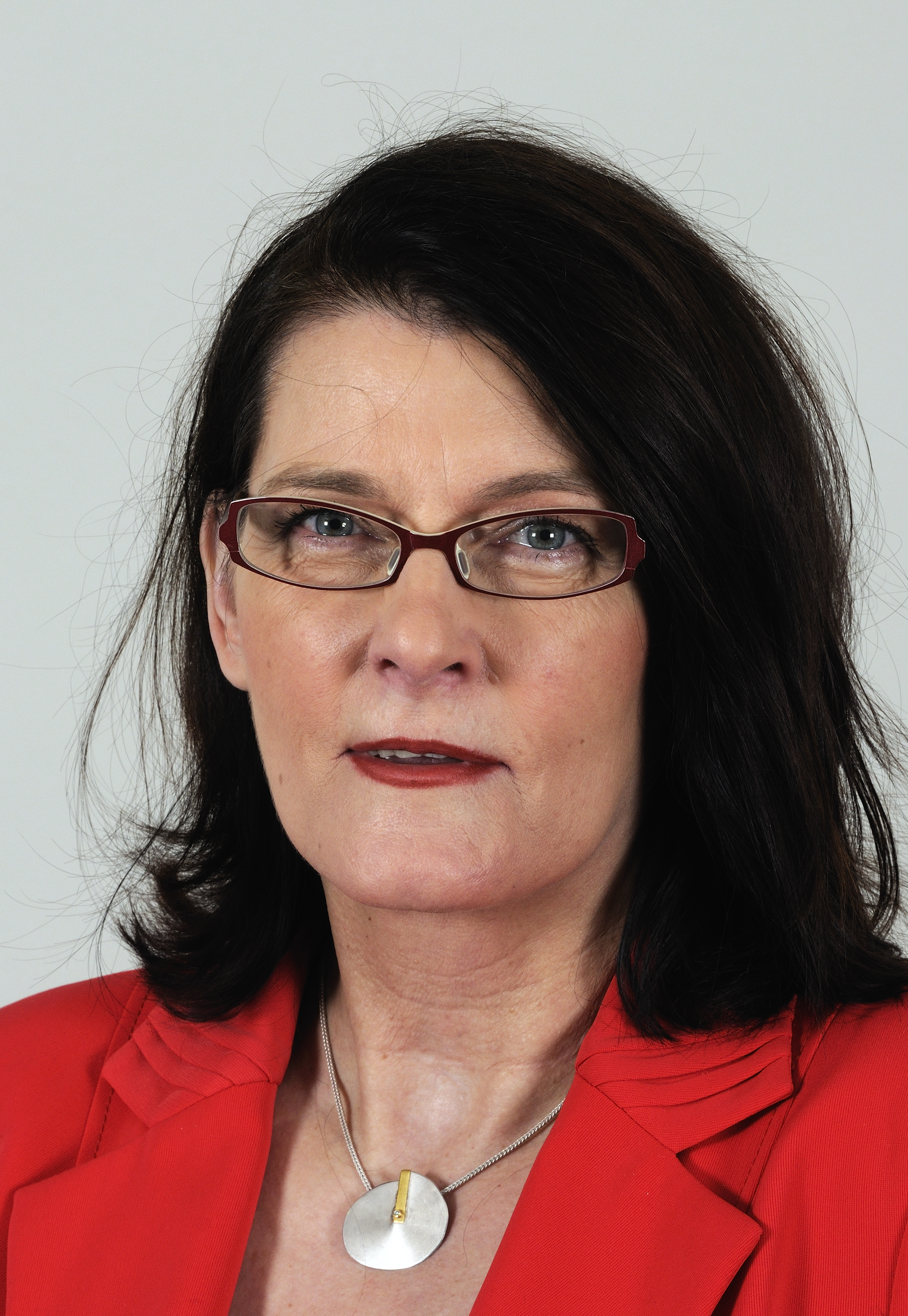
Krimhild Niestädt

Krimhild Niestädt (* 13. Dezember 1950 in Naumburg (Saale) als Krimhild Fischer) ist eine deutsche Politikerin der SPD. Sie war von der 3. bis zur 6. Wahlperiode Mitglied im Landtag zu Sachsen-Anhalt, ab 2002 stellvertretende Fraktionsvorsitzende der SPD-Fraktion.

## Leben und Beruf
Nach dem Abschluss der polytechnischen Oberschule 1967 begann sie 1969 eine Berufsausbildung zur Chemiefacharbeiterin. 1982 qualifizierte sie sich zur Industriekauffrau im Möbelwerk Naumburg.
Von 1985 bis 1991 belegte sie ein berufsbegleitendes Fernstudium in Betriebswirtschaft. Zeitgleich war sie Leiterin der Abteilung Wirtschaftskontrolle/Kostenrechnung und anschließend Hauptbuchhalterin bei NARVA (GW Naumburg). Zwischen 1991 und 1999 war Niestädt Verwaltungsleiterin beim Landesrundfunkausschuss Sachsen-Anhalt.
Niestädt ist verheiratet und hat einen Sohn.

## Politik
Im März 1990 trat sie in die SPD ein. Seit 1993 ist sie Mitglied des SPD-Kreisvorstandes Burgenlandkreis. Von 1999 bis 2016 war Niestädt Mitglied des Landtages von Sachsen-Anhalt. Sie rückte für Wolfgang Eichler nach, da dieser im Zuge seiner Ernennung zum Staatssekretär sein Landtagsmandat niedergelegt hatte. Niestädt war Mitglied im Ältestenrat und im Ausschuss für Finanzen. Von 1998 bis 2002 war sie Abgeordnete des Kreistages des Burgenlandkreises.

## Weitere Tätigkeiten
- Gründungsmitglied „Naumburger Bündnis für Demokratie“
- Gründungsmitglied Förderverein „Julius-von-Pflug“ Wohn- und Behindertenstätte Schelkau
- Gründungsmitglied „Lebensmittelbank Sachsen-Anhalt e.V.“
- Vorstandsmitglied Verbraucherzentrale Sachsen-Anhalt
- Lotto-Toto-Beirat
- Naumburger Tafel e.V.
- Mitglied „Partnerschaft der Parlamente Deutschland-Vereinigte Staaten von Amerika-Kanada-Österreich“

## Ehrungen
Am 25. November 2019 wurde Niestädt für außergewöhnliches Engagement im sozialen und gesellschaftspolitischen Bereich mit dem Verdienstorden des Landes Sachsen-Anhalt geehrt.